# Флаг Харпа
Флаг муниципального образования городское поселение посёлок Харп Приуральского района Ямало-Ненецкого автономного округа Российской Федерации — опознавательно-правовой знак, служащий официальным символом муниципального образования.
Флаг утверждён 26 апреля 2011 года и 2 ноября 2011 года внесён в Государственный геральдический регистр Российской Федерации с присвоением регистрационного номера 7206.

## Описание
«Прямоугольное голубое полотнище с отношением ширины к длине 2:3, воспроизводящее композицию герба посёлка Харп в зелёном, голубом и белом цветах».
Геральдическое описание герба гласит: «В лазоревом поле с лазоревой волнистой оконечностью, тонко завершённой серебром и обременённой таковым же хариусом, под образованной серебряными иглами волнистой узкой главой — зелёное с серебряными вершинами трёхгорье, обременённое двумя камнями того же металла (один подле другого)».

## Обоснование символики
Название посёлка Харп, расположенного за Полярным кругом на границе тундры и Северного Урала, переводится с хантского как «Северное сияние». Старожилы посёлка уверяют, что в момент своего основания, и некоторое время после, посёлок и станция на железнодорожной ветке Сейда—Лабытнанги так и назывался — Северное Сияние. Составленная из серебристых иголок волнистая верхняя полоса полотнища — аллегория Северного сияния, которое гласно отражает название посёлка.
Посёлок находится в живописном месте, в географической зоне называемой Полярным Уралом, в окружении гор, на берегу речки под названием Собь (на флаге поселения река символически отражена голубой нижней полосой, отделённой от зелёной части полотнища серебряной волной). Жители посёлка называют эти места Северной Швейцарией за красоту местной природы.
Композиция флага символизирует красоту здешних мест, яркий ковёр летней тундры, лазурь ясного неба, цвет многочисленных озёр, протоков и рек и красоту северного сияния.
Два серебряных камня — символ природных богатств Приуральского района, символ реализации проекта «Урал Промышленный — Урал Полярный», связанный с освоением Бованенского месторождения и хромитовых месторождений Райизского массива. Камень — символ прочности, стабильности, основательности, непреклонности и величественности.
Хариус — рыба семейства лососёвых. Хариус живёт в холодных и быстро текущих речках и, вместе с форелью, составляет основные виды рыб полярного Урала. Особенностью хариуса является способность существования только в экологически чистой воде.
Построение фигур флага, выраженное в выстроенном в единый ряд порядке чисел 1, 2, 3, 4 (одна рыба, два камня, три горы, четыре полуволны сияния) — символизирует развитие и устремлённость в будущее.
Голубой цвет (лазурь) — символ чести, благородства, духовности и возвышенных устремлений.
Зелёный цвет символизирует весну, здоровье, природу, молодость и надежду.
Белый цвет (серебро) — символ чистоты, ясности, открытости, божественной мудрости, примирения.